# Buczyna (Garb Tenczyński)
Buczyna – zalesione wzgórze o wysokości 330 m n.p.m. na Garbie Tenczyńskim, położone w województwie małopolskim, w miejscowości Tenczynek.
Wzgórze pokryte jest lasem modrzewiowym i bukowym, w którym drzewa osiągają wiek ok. 150 lat. W kilku miejscach pokazują się wapienne skałki jurajskie. Skałka, wznosząca się po zachodniej stronie wzgórza, stanowi punkt widokowy na całą Kotlinę Tenczynka. Na niej stoi drewniany krzyż, ustawiony i poświęcony 14 września 2008, który zastąpił poprzedni umieszczony w 1994. W XIX w. w stokach Buczyny dla potrzeb miejscowego browaru wykuto w skale liczne piwnice, których wyloty znajdowały się także po przeciwnej – północnej stronie góry, które opada do Rowu Krzeszowickiego, po wschodniej stronie łączy się z wzgórzem Ponetlica.

## Galeria

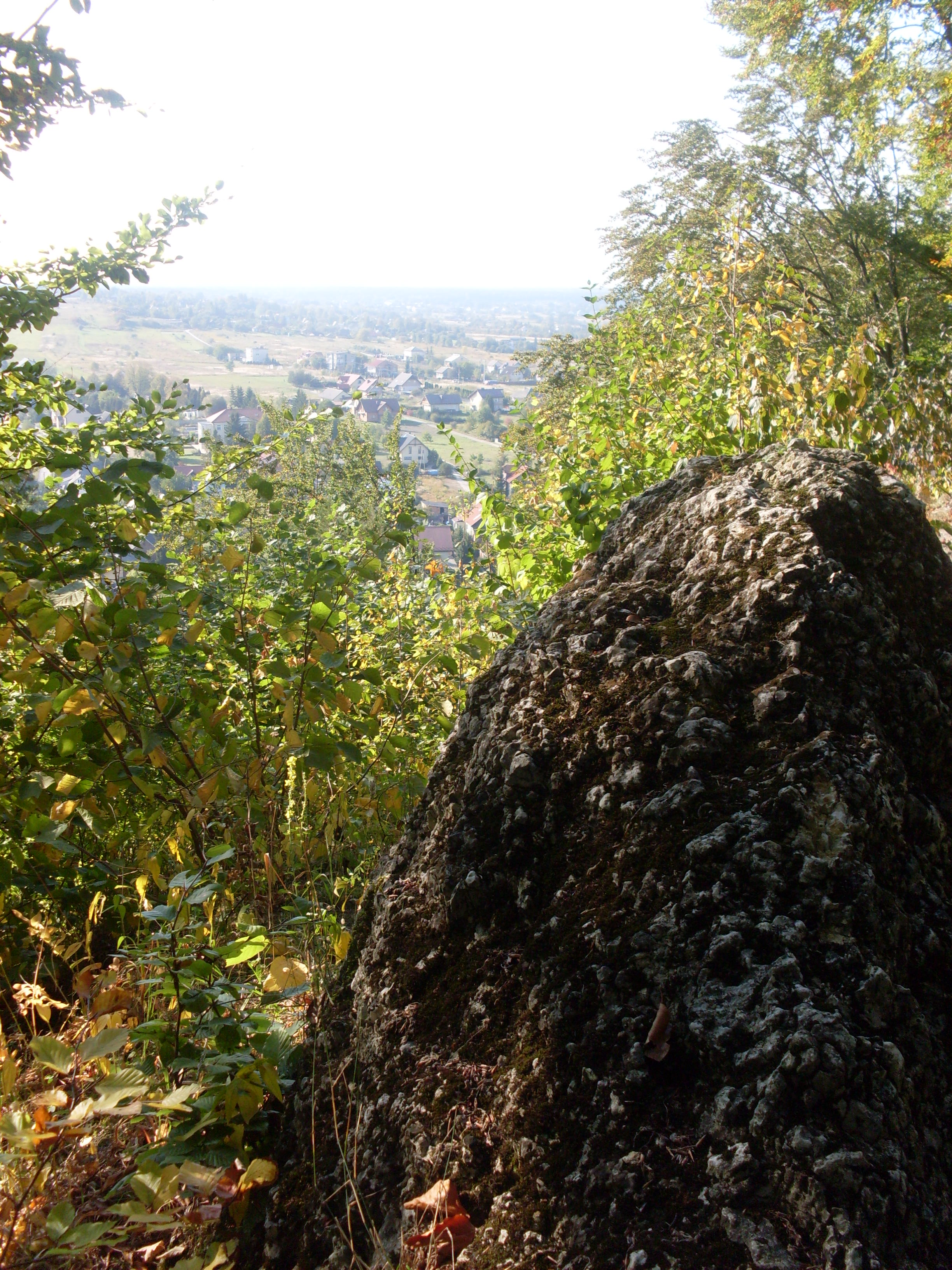
Szczyt
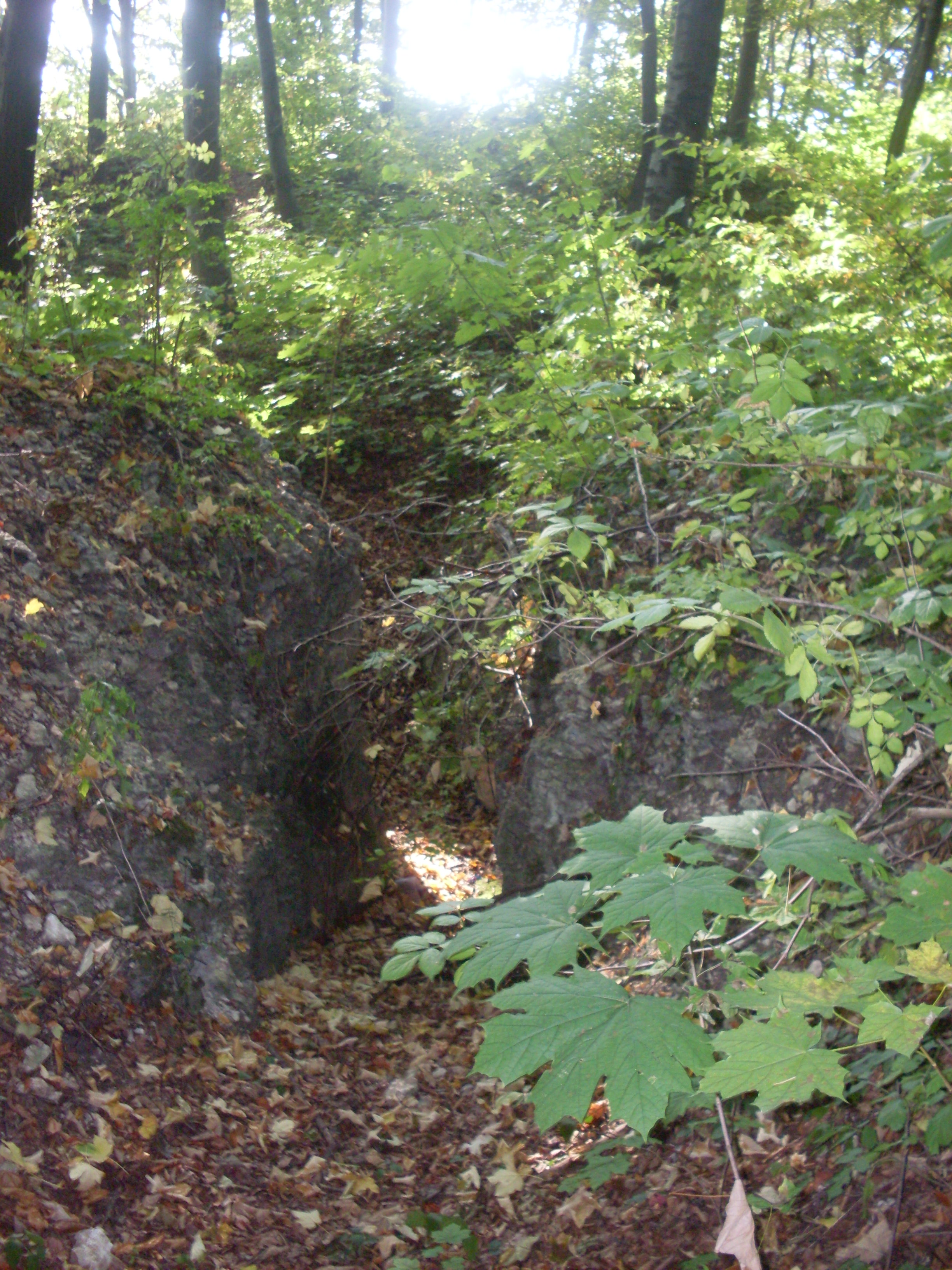
Skalne wąwozy na szczycie
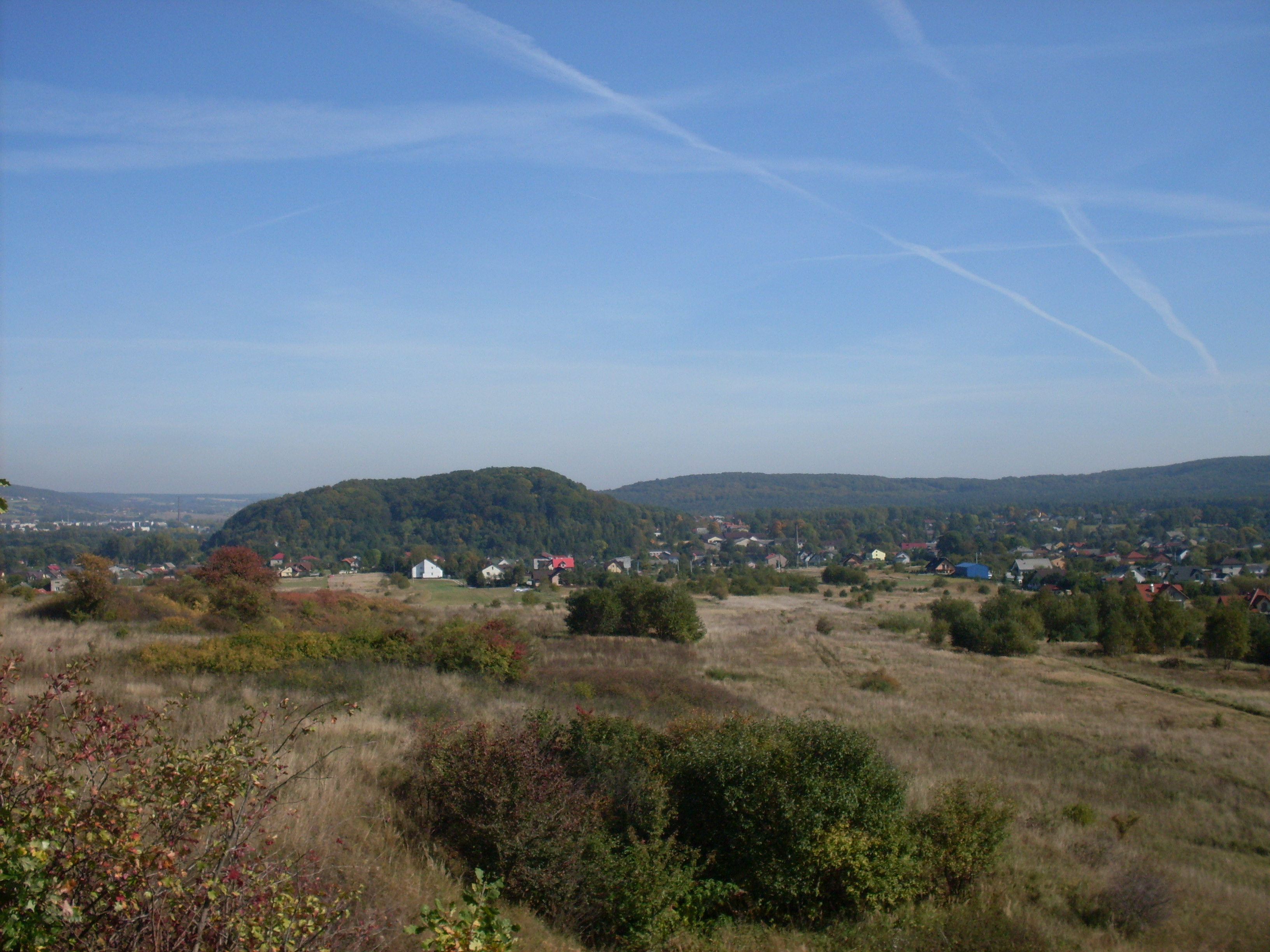
Góra Buczyna - widok od strony zachodniej
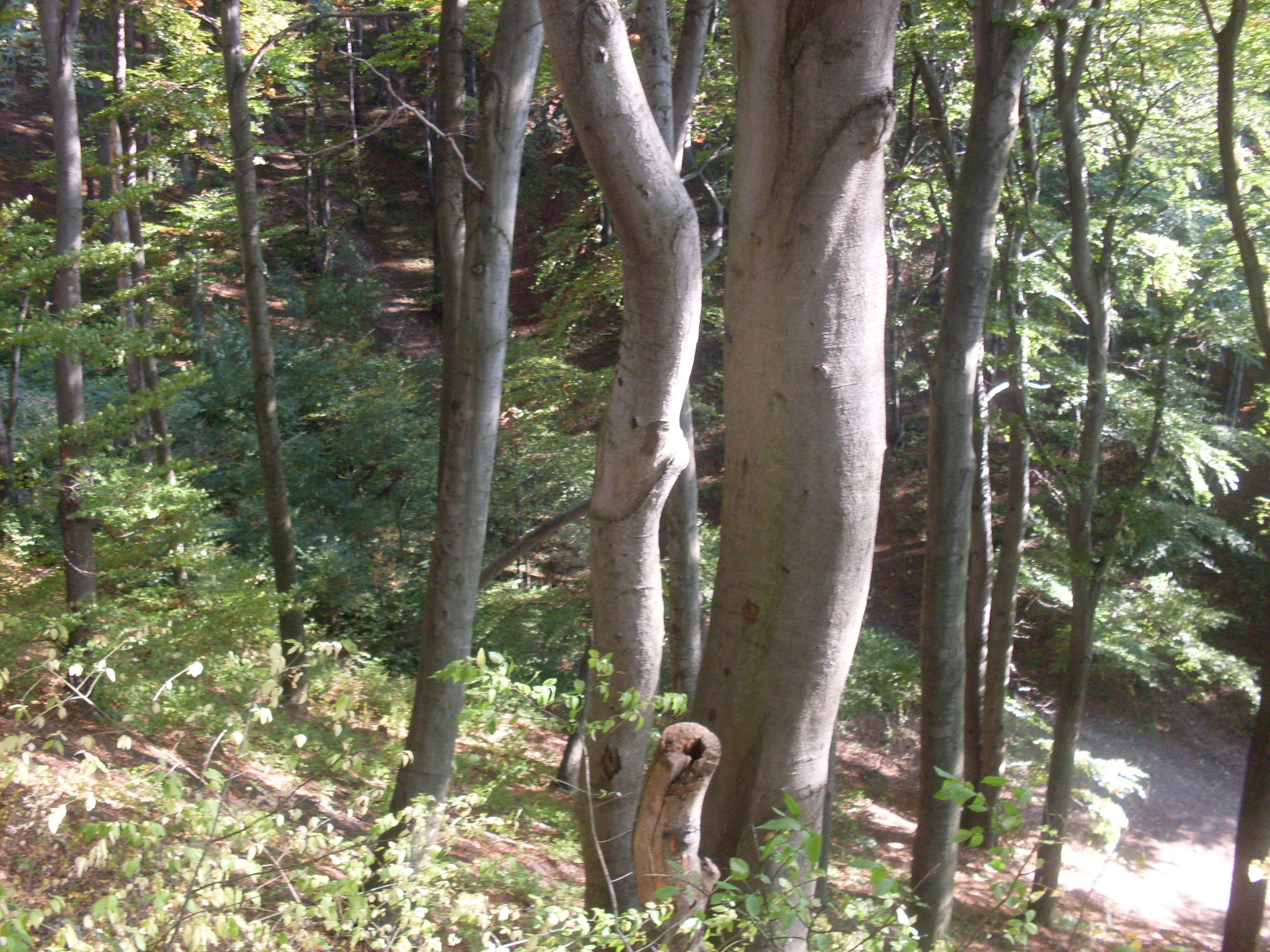
Las bukowy na górze
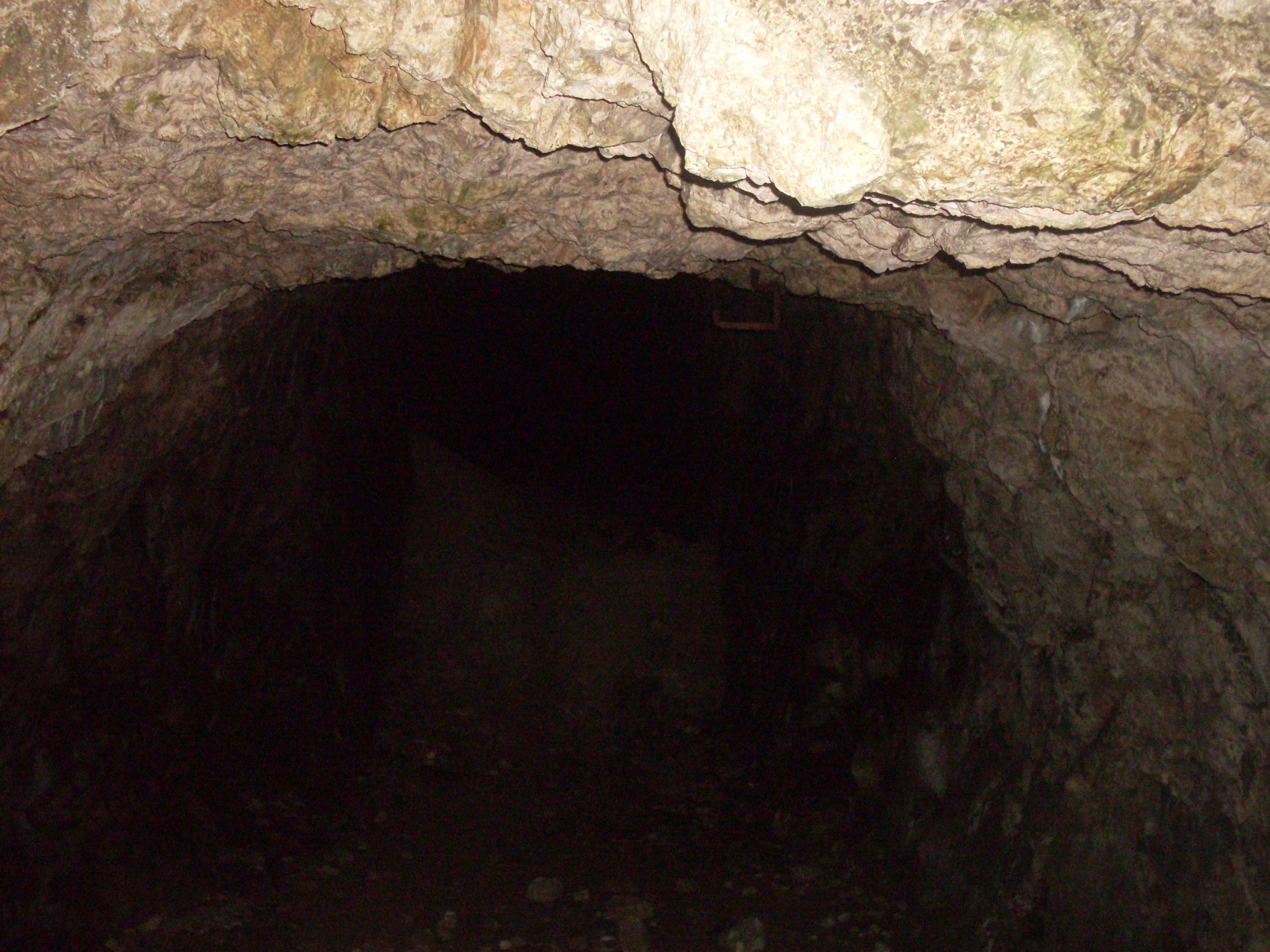
Wylot piwnic dawnego browaru
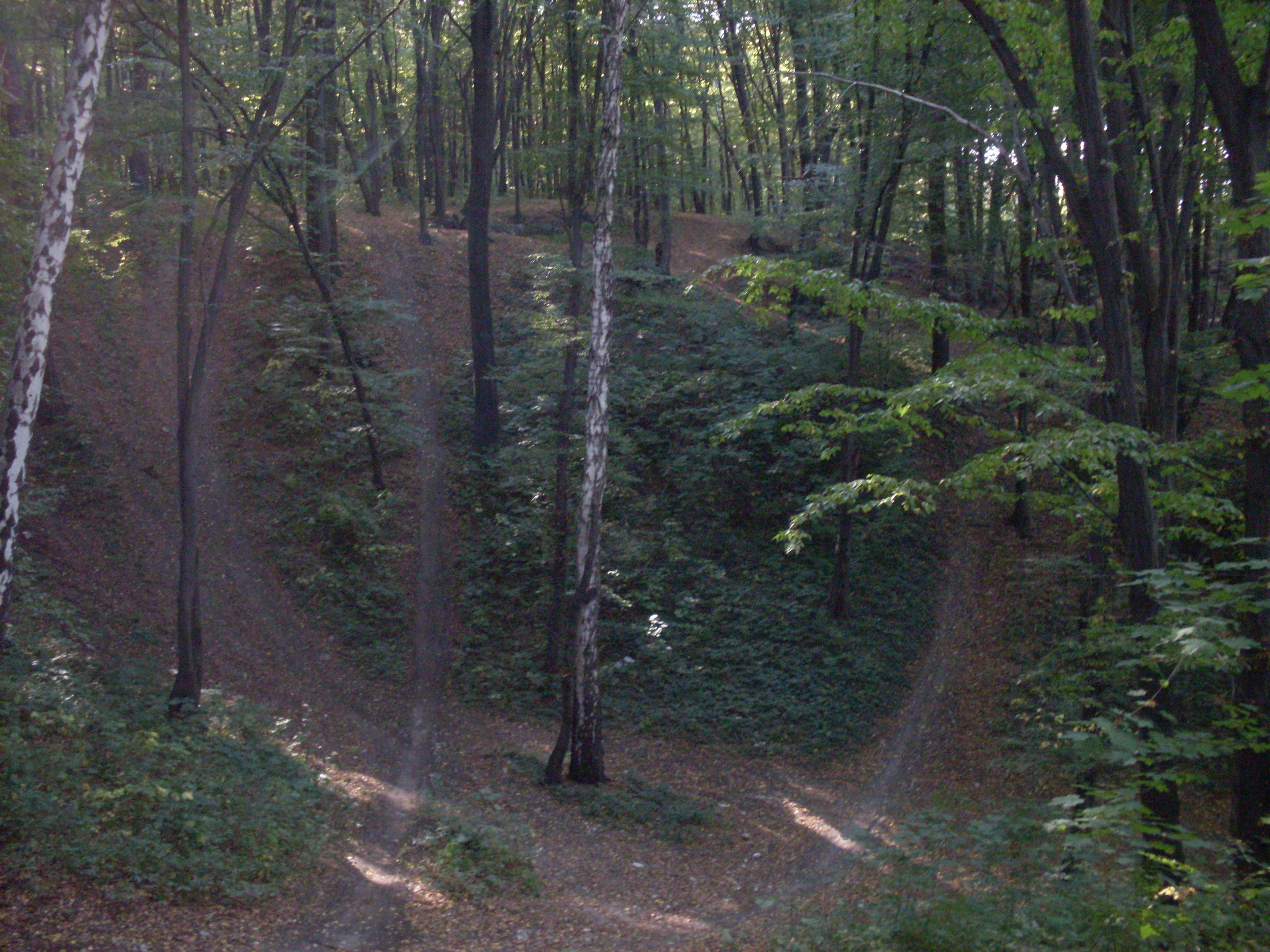
Trasy rowerowe
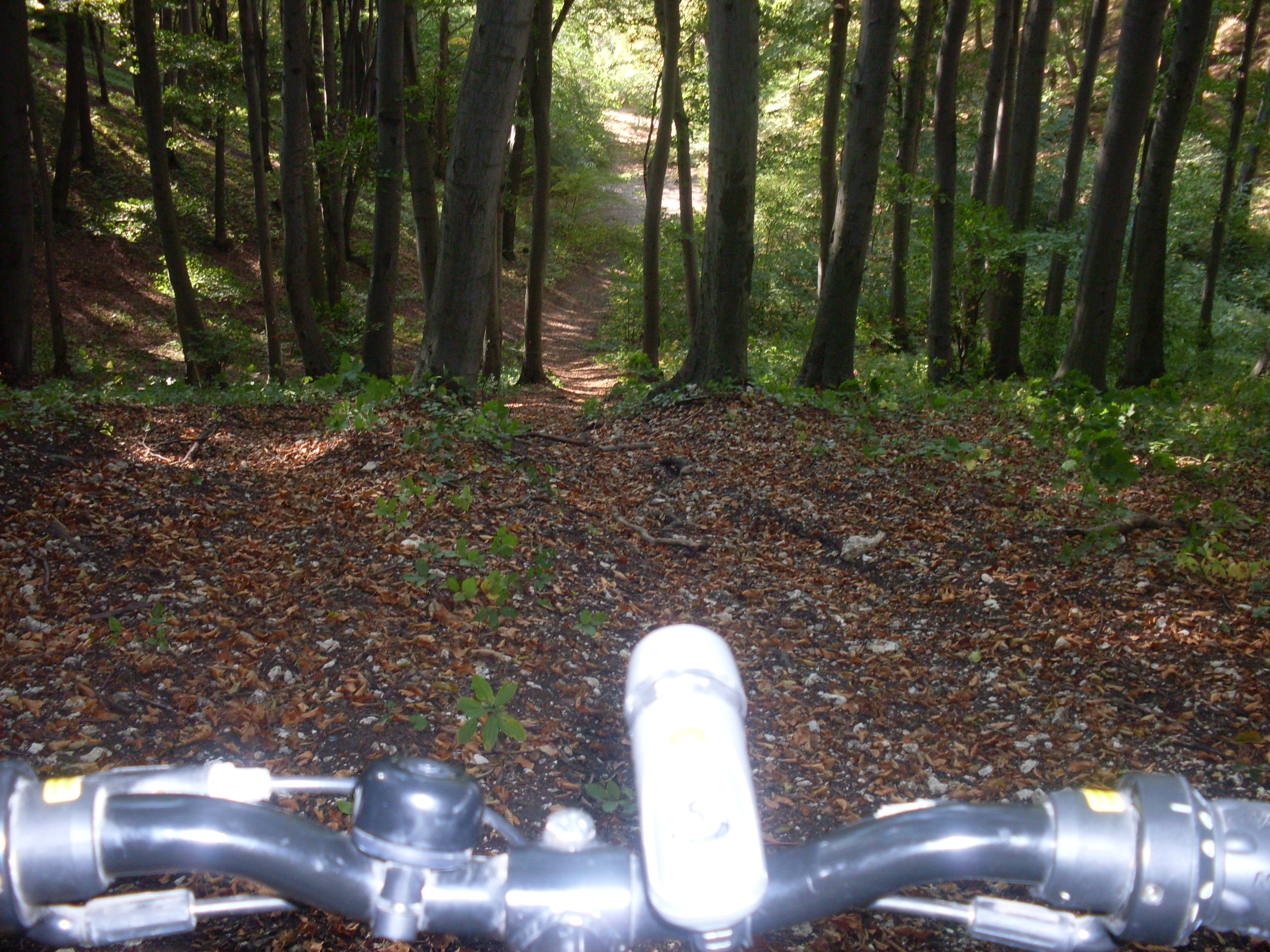
Zjazd rowerowy ze szczytu
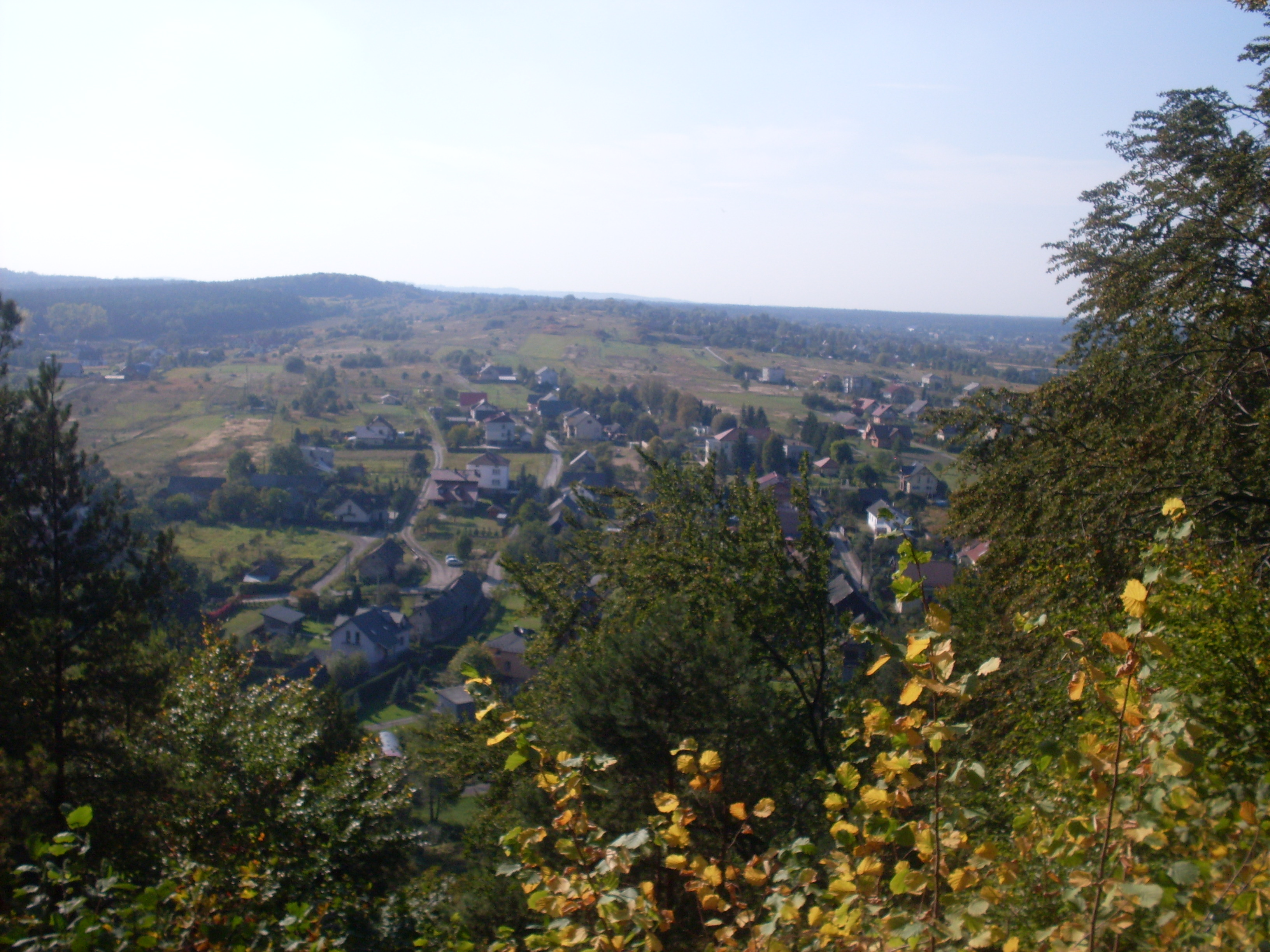
Widok ze szczytu w kierunku zachodnim
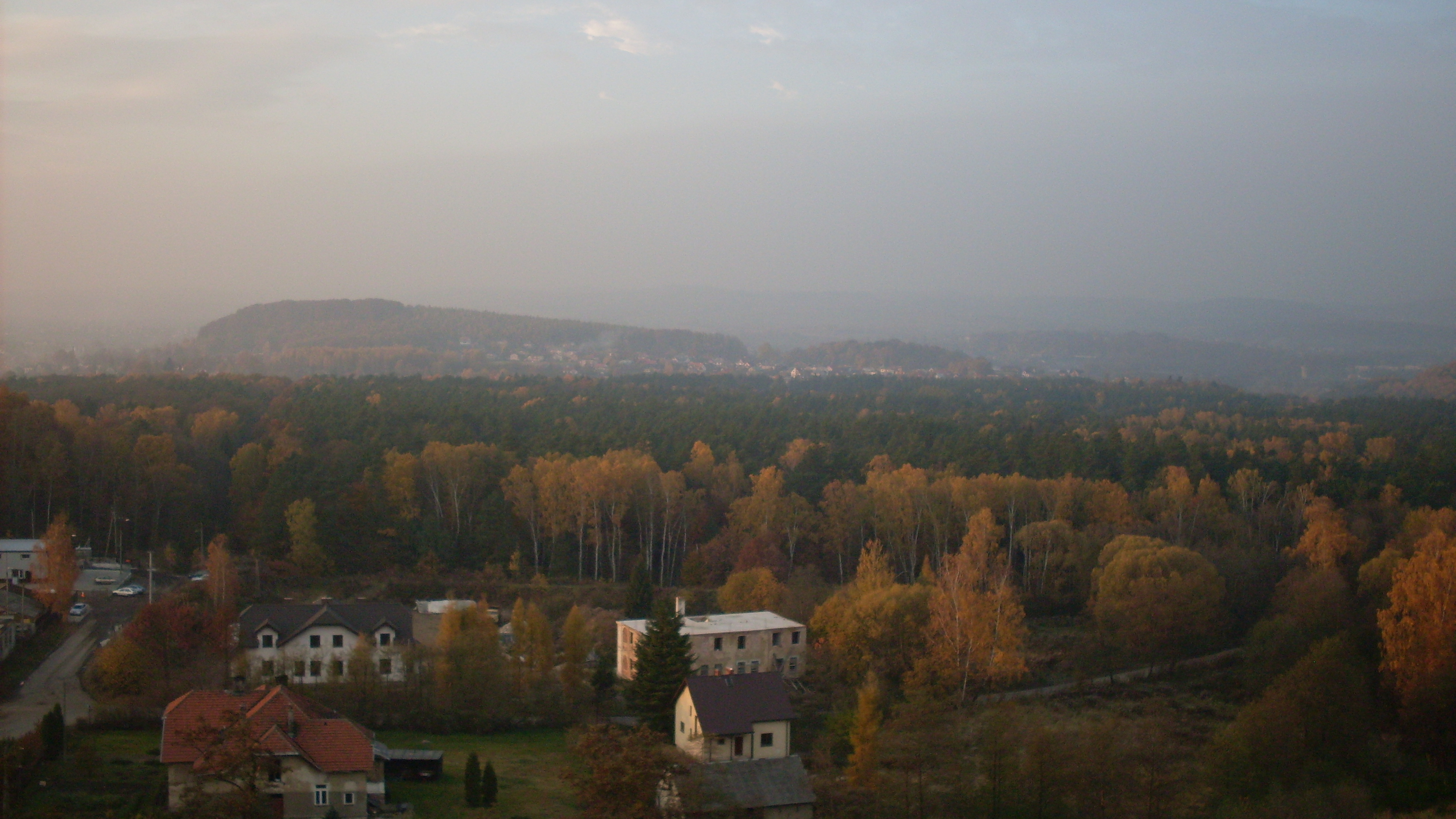
W oddali góra Buczyna – widok z Niedźwiedziej Góry